# Alexander Baburin
Pour les articles homonymes, voir Babourine.
Alexander Baburin (en russe : Александр Евгеньевич Бабурин, Aleksandr Ievguenievitch Babourine) est un joueur d'échecs irlandais né le 19 février 1967 à Gorki en Union soviétique.
Au 1er août 2016, Baburin est le numéro un irlandais avec un classement Elo de 2 487.

## Biographie et carrière
Installé en Irlande depuis 1993, et grand maître international depuis 1996, il a remporté le championnat d'Irlande lors de sa première participation en 2008. Il a joué pour l'Irlande au premier échiquier lors de sept olympiades entre 1996 et 2014.
Il remporta l'open de l'île de Man (Monarch  Insurance) en 1996 (ex æquo) et 1998 (seul vainqueur).